# Schnell Károly (evangélikus lelkész)

Schnell Károly (német: Carl Schnell, Modor, 1804. január 5. – Vadkert, 1885. március 11.) a Földváry család nevelője, péteri és vadkerti ágostai evangélikus lelkész.

## Élete

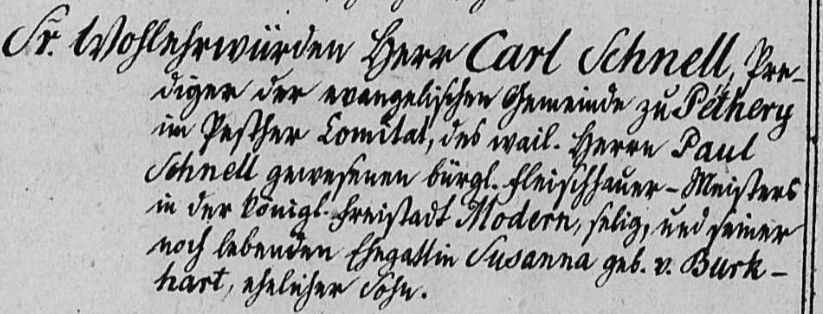
Schnell Károly házassági bejegyzése, Pozsony 1839

Schnell Károly 1804-ben született modori német családban, apja Schnell Pál modori hentesmester, anyja a nemesi származású Burkhart Zsuzsanna. Apai unokatestvére Schnell Endre pozsonyi országgyűlési képviselő, rokona Schnell Gyula Nógrád vármegyei iskolaigazgató. 1839-ben Pozsonyban házasodott Püxner Erzsébettel, a modori tanácstag, Püxner András és Neidherr Zsuzsanna lányával. 10 gyerekük 1840 és 1859 között részben Péteriben, részben Soltvadkerten született. Fia Schnell Sándor, újvidéki egyházi felügyelő

## Hivatása
Tanulmányait szülőhelyén, a Pozsonyi Evangélikus Líceumban kezdte, később a jenai és hallei egyetemen végezte. Hazatérése után, Péteriben a Földváry családnál 7 éven át volt nevelő, innét hívta meg a péteri ág. h. ev. gyülekezet lelkészének, ahol 17 éven át szolgálta az egyházat. 1856-ban Vadkerbe a 3 nyelvű és népes gyülekezetbe ment át, ahol 30 évig szolgált.
Nagy érdeklődést mutatott a tudományok iránt, mely szakmákban számtalan cikket tett közzé a tudományos folyóiratokban. Anyanyelvi szinten beszélt németül és magyarul, illetve beszélte a görög, latin, szlovák, francia és angol nyelvet. Szenvedélyesen foglalkozott a szőlőszettel, méhészettel, könyvkötéssel, esztergályozással és madártöméssel.
A pestmegyei ev. esperességnek több éven át volt körlelkésze és az Őzvegy-Árva-Intézet pénztárnoka és az Evangélikus Egyház és Iskola című lapnak is munkatársa volt.
1895-ben könyvtárat neveztek el Schnell Károlyról, miután Károly fia Schnell Sándor az újvidéki egyház felügyelője, az egyházmegyének ajándékba adta apjának, gazdag, körülbelül 800 kötetet magában foglaló könyvtárát, ami megvetette alapját az egyházmegyei könyvtárnak. A könyvtár hálából, a tudós pap örök emlékére a Schnell Károly-féle könyvtár nevet nyerte el.

## Munkái
- a Fabó András, Rajzok a magyar protestantismus történetéből c. munkában (Pest, 1868. Lorántffy Zsuzsanna)
- Cikkei a Prot. Jahrbücherben (II. 1855. Petényi Salamon életrajza, 1856. Witwen und Waisenfonde)
- Halotti beszéd. Mondatott néhai bernátfalvi földvári Földváry Miklós úr holt tetemei felett az ev. templomban október 4. 1837. Pest, 1837.
- Egyházi beszéd, melly a péteri evang. ág. vallástételt követő gyülekezet evang. ág. vallástételt követő gyülekezet fönállásának század-évi innepnapján tartatott... 1844. szeptember 22. U. ott.
- Trauerrede gehalten... bei der feierlichen Beerdigung des... Samuel Zsarnovitzky... Lehrers der ev. Gemeinde Aug. Gl. Bek. zu R.-Keresztur (bei Pesth). U. ott, 1846.
- Predigt, welche bei Gelegenheit der Generalversammlung der allg. Hilfsanstalt der evang. Kirche A. C. in Ungarn am 10. Ockt. 1869. Daniel Marothy in Aszód hielt. Ins Deutsche übertragen. Nebst einer kurzen Skizze aus dem Leben Gustav Adolfs von Letzterem. U. ott, 1870.